# Gmina Polis
Gmina Polis (alb. Komuna Polis) – gmina  położona w środkowej części Albanii. Administracyjnie należy do okręgu Librazhd w obwodzie Elbasan. W 2011 roku populacja gminy wynosiła 3385 w tym 1699 kobiety oraz 1686 mężczyzn, z czego Albańczycy stanowili 98,70% mieszkańców.
W skład gminy wchodzi sześć miejscowości: Polis, Mirakë, Gostimë, Sheh, Gureshpat, Vilan.